# 플래퍼

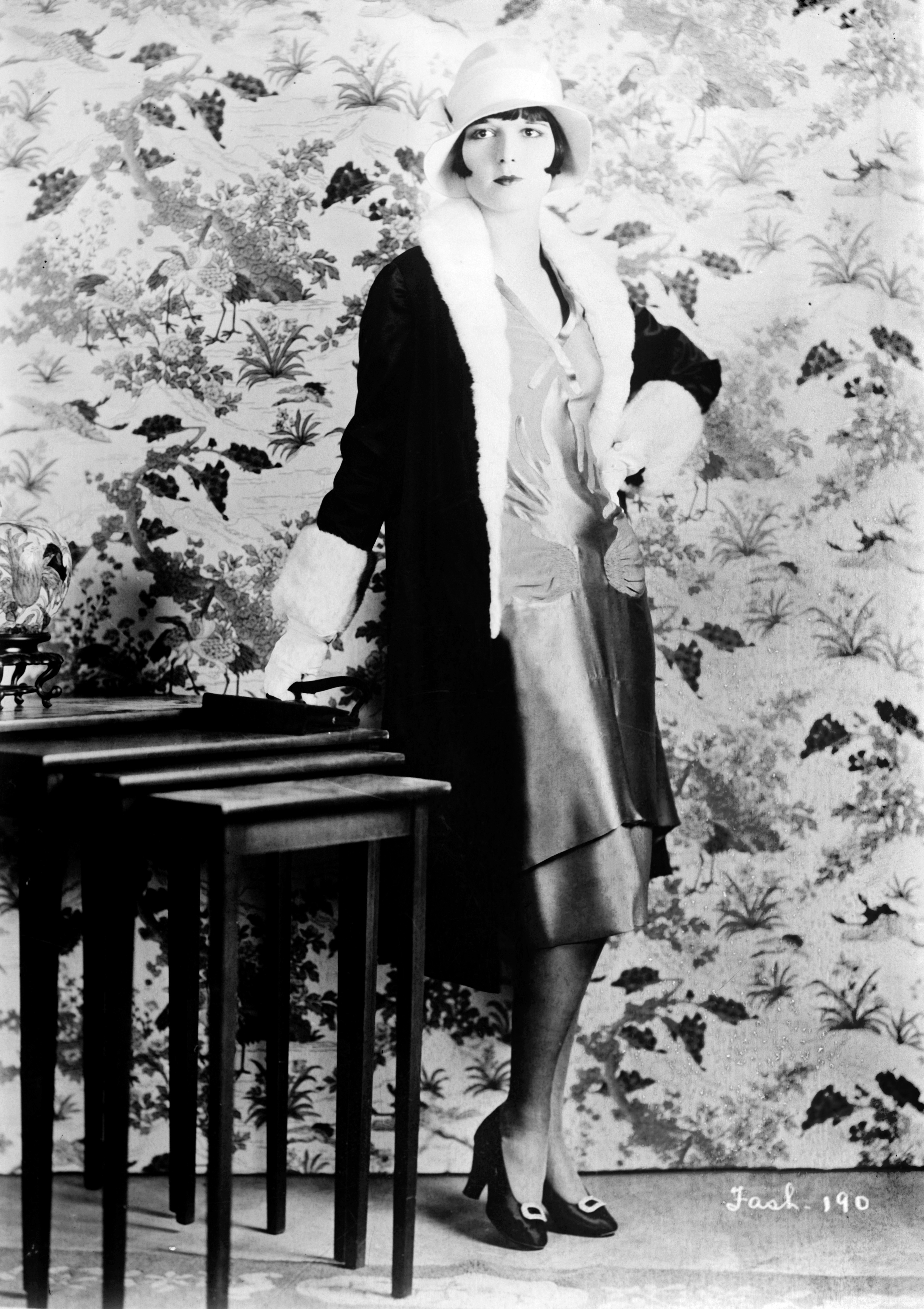

플래퍼(Flapper)는 1920년대 재즈 시대의 자유분방하고 젊은 여성들을 지칭한다.

## 어원
1920년대에 출현한 플래퍼는 독특한 외모와 성향을 지닌 신여성들이 주로 입었던 주름 잡힌 짧은 치마가 춤추며 회전할 때 넓게 퍼져 올라가 펄럭대는 모습을 빗대어 붙여진 이름이다. 대한민국에서는 개화기 이후 품행이 방정하지 못한 아가씨를 가리켰던 '후랏빠'란 말의 어원이다.

## 역사
1920년대는 세계경제에서 미국의 영향력이 매우 커졌던 때로, 미국인의 생활방식을 바탕으로 소비와 쾌락주의가 만연한 가운데 대중문화가 태동되기 시작, 라디오가 처음 보급되기도 하였다. 이런 연유에서 플래퍼들은 재즈와 뗄 수 없는 관계가 되었고, 이들의 자유 분방한 삶은 음악가와 소설가의 작품에 큰 영향을 주었다. 이 시기에는 미국의 플래퍼처럼, 프랑스의 가르손느, 이태리의 마스끼에따, 영국의 스쿨 보이쉬걸이라 불렸던 트렌드세터들이 있었으며, 이런 유행은 일본을 거쳐 한반도에도 보급되었으며 한국의 대표적인 플래퍼로는 무용가 최승희를 들 수 있다. 이들은 여성들의 자아 실현과 같은 긍정적 문제뿐 아니라 지나친 소비주의 성향과 낙태등의 사회적 문제를 불러일으키기도 하였다. 플래퍼들은 시대의 흐름이 만들어 낸 하나의 현상으로, 그 화려한 끝을 보지 못한 채 2차 대전이 발발하며 사라진다.

## 외양
짧은 머리와 짧은 스커트, 접어 신은 양말과 분칠한 무릎으로 개미같이 허리를 조인 깁슨 세대의 부모들과 뚜렷이 구분되는 외양을 지니고 있다. 이들은 더 이상 가정과 전통에 가둘 수 없는 여성들로, 전형적인 플래퍼는 다소 급진적이고, 심지어 무례한 사고를 가진 젊은 여성으로 ‘John Held Jr.’의 만화에 등장하였다. 대개, 플래퍼는 여성스런 행동을 강요하는 관습을 거부했기 때문에 기성 세대에 거슬리게 행동했다. 플래퍼는 “모던” 했다. 전통적으로, 여성의 머리 스타일은 길었으나, 플래퍼는 짧거나, 단발이었다. 전통적인 긴 머리를 과감히 잘라낸 보브 컷, 하얀 얼굴, 검고 가늘게 그려진 눈썹, 붉은 입술, 종모양의 둥글며 두상을 완전히 감싸는 클로쉐(Cloche)를 썼다. 그리고 플래퍼는 무릎 아래와 팔을 노출시키는 헐렁한 스타일의 원피스를 입었다. 1차대전 큐비즘과 기능주의의 영향으로 의상은 직선형 실루엣, 즉 H라인이었고, 여성성이 강조되지 않는 보이쉬한 스타일(Boyish Style)이 유행하였는데, 후반에 들어서는 보이쉬에서 약간 더 여성스러움이 가미된 가르손느 스타일 (Garconne Style)로 발전하였다. 가르손느의 어원은 1922년 파리에서 출판된 빅토르 마르그리트(Victor Margueritte)의 장편소설 《la Garconne》에서 유래하였다.
1차 대전이 끝난 후 여성들은 세기말부터 진행하고 있었던 남녀평등, 참정권의 요구와 더불어 여성해방운동을 펼치고 있었고, 이런 사상적, 시대적 흐름과 더불어 여성의 사회 진출이 활발하게 이루어지게 되었다. 그런 이유로 남성과 마찬가지로 사회에서 자유로운 생활을 하는 젊은 여성들을 ‘가르손느’라고 부르게 되었다. 억압에서 벗어나 자유연애를 즐기고 개성적이며 활동적이었던 플래퍼들은 플리츠나 개더로 폭을 넓힌 길이가 짧아진 스커트에 낮은 구두를 즐겨 신었다. 16세기 이래 유행의 관심이었던 가슴과 허리가 스커트 길이가 짧아짐에 따라 다리로 옮겨가게 되며그 결과 스타킹이나 구두에 열광하게 된다. 플래퍼들은 끝이 뾰족하거나 발목에 스트랩이 달린 것을 선호하였다. 담배 역시 그 시대 플래퍼의 필수품 중 하나였는데, 사치스럽고 특이한 담배케이스는 최고의 인기품목이었고 남자들이 여자들의 마음을 사로잡기 위해 선물하였다.

## 플래퍼와 영화배우
대표적인 플래퍼로는 당대의 영화 스타 루이즈 브룩스가 있다. 그녀는 미국의 대표적 플래퍼이며 댄서이자 쇼걸, 또 무성영화의 주인공으로서, 잠시 동안 찰리 채플린의 연인이기도 하였다. 브룩스는 재즈 시대의 많은 부분을 차지했는데, 개인적으로나 영화 스타로서 그녀의 성장과정은 플래퍼 - 젊음을 숭배하는 시대의 중심적인 현상- 와 조화를 이루었다. 브룩스의 풍부한 사회적 생명은 그 시대의 화려함의 반영이었고 작곡가 조지 거슈윈, 작가 F. 스콧 피츠제럴드, 로버트 벤칠리, H. L. 멩컨과 애니타 루스 같은 그 시대를 대표하는 유명한 인물들을 포함한 사회적 그룹의 한 일원이었다. 그녀가 할리우드에 진출하기 이전에 George White Scandals과 Zeigfield Follies와 같이 뉴욕 연극 무대에 잠시 모습을 나타냈었다. 그녀의 무대 경험(후에 영화에서도)은 1920년대의 부유하고, 예술가적이고, 사회적으로 매력적인 인물들과 만나는 계기가 되었다. 그녀는 화가 Vargas에 의해 그려졌고, Edward Steichen에 의해 사진화되었고, 오랫동안 인기있었던 John H. Striebel의 플래퍼 스타일의 만화 “Dixie Dugan” 의 주인공이 되었다. 1920년대, 브룩스는 모델로서, 패션광고에 출현했다. 그녀의 세련된 외모와 상징적인 보브 헤어 스타일은 플래퍼 룩의 상징이었다. 배우로서 처음 영화에서 맡은 플래퍼 역은 1926년 작품 ‘A Social Celebrity’였다. 브룩스는 ‘Love ‘Em & Leave ‘Em(1926)’ 와 ‘Rolled Stockings (1927)’에서 플래퍼 캐릭터를 연기했다. 그러나, 대중적으로 보았을 때, 콜린 무어, 조앤 크로퍼드 같은 여배우와 클래라 보가 “플래퍼 여배우”로 대표적이었다.

## 플래퍼와 소설
플래퍼의 삶을 다룬 소설들도 많이 등장하였다. 그 당시 엘리너 글린(It의 작가)와 퍼시 마크스(The Plastic Age의 작가) 같은 대부분의 작가들은 인기와 함께 잊혀져 갔지만, 활기띤 20년대를 상징하는 대표적인 작가로 F. 스콧 피츠제럴드(1896 - 1940)가 있다. 잘 생기고 사교적인 남자, 피츠제럴드는 낙원의 이쪽(1920)이라는 그의 첫 번째 소설로 유명해졌다. 그는 세계1차 대전 전후의 세련됨에 관심을 가진 초기 작가들 중 한 사람이었는데, 특히 페팅 파티(petting party)와 젊은이들의 연애사건을 주로 다루었다. 피츠제럴드의 책은 대성공이었고 미국 젊은이들의 우상이 되었고, 그의 부인은 아름답고, 위트가 있는 젤다 피츠제럴드였다. 이들 명망있는 커플은 그의 작품활동을 위해 괴상한 행동을 하는 것으로 알려져 있다. 공공 분수대에서 물을 튀기는 유명한 일화가 있으며, 택시의 덮개 위에 타고, 슬픈 곳에 가서는 웃고, 농담하는 데서는 슬퍼하면서 훼방을 놓고, 금주령 기간에 술파티에서 아낌없이 술을 퍼주었다. 그들의 사치스런 사생활의 대가를 치르기 위해, 그 당시 선도적인 잡지에 수십 편의 단편을 실었다. 그의 이야기와 소설들은 - 부분적으로는 창조를 했지만 - 그 시대에 대한 기록이다.
피츠제럴드의 대표적인 소설은 아름답고도 저주받은 사람들(1922)과 위대한 개츠비(1925)이다. 그의 가장 잘 알려진 단편은 Flappers and Philosophers(1920에 삽입된 "Bernice Bobs Her Hair"이다. 그외 단편집으로는 Tales of the Jazz Age (1922)와 All the Sad Young Men (1926)가 있다.

## 같이 보기
- 베티 부프
- 세대 차이
- 재즈 시대
- 잃어버린 세대
- 1929년 영국 총선
- 젤다 피츠제럴드